# Campodorus gallicator
Campodorus gallicator är en stekelart som beskrevs av Dmitriy R. Kasparyan 2006. Campodorus gallicator ingår i släktet Campodorus och familjen brokparasitsteklar. Inga underarter finns listade.